# Ехидна (митология)
Вижте пояснителната страница за други значения на Ехидна.
Ехидна (на гръцки: Έχιδνα) в древногръцката митология е драконоподобно свръхестествено същество - полу-жена, полу-змия, отличаваща се със сила и бързина. Данните за произхода ѝ не са единни. Според част от тях Ехидна е дъщеря на Форкис и Кето или на Тартар и Гея, а според Епименид е дъщеря на Перант и Стикс.
Изглеждащата й като човешка част е на прелъстителна красавица, а останалата част (от кръста надолу) - на гигантска змия. Според легендата, тези особености й помагат да примамва пътници в обиталището си (някаква усамотена пещера) и да ги изяжда. Приписва й се раждането (от великана Тифон) на различни популярни митични чудовища, като: Химера, Лернейската хидра, Немейския лъв, Аетон (орелът, който кълве черния дроб на титана Прометей, докато е окован в Кавказ), кучетата-близнаци Цербер и Орфо и Сфинкс (създанието, дебнещо край Тива в Беотия).
В различни варианти на митовете, Ехидна е убита от Херкулес, Белерофонт или Едип, а според една от версиите - от стоокия великан Аргус, по време на сън.